# کلیسای قدیمی سنت پیتر
کلیسای قدیمی سنت پیتر (انگلیسی: Old St. Peter's Basilica) ساختمانی بود که از قرن ۴ تا ۱۶ برپا بود، جایی که سنت جدید در آن قرار داشت. کلیسای پیتر (⎘ קליסאי סן פיטרו) امروز در شهر واتیکان वातिकान) برپاست. ساخت کلیسایی که بر روی سایت تاریخی سیرک نرون ساخته شده‌است، در زمان کنستانتین بزرگ آغاز شد. نام «کلیسای قدیمی سنت پیتر» از زمان ساخت کلیسای فعلی، برای تشخیص این دو بنا استفاده شده‌است.